# Mount Langford
Der Mount Langford ist ein Berggipfel im südöstlichen Teil des Yellowstone-Nationalparks im US-Bundesstaat Wyoming. Sein Gipfel hat eine Höhe von 3285 m. Er befindet sich wenige Kilometer nordwestlich des höchsten Berges im Park, dem Eagle Peak, und ist Teil der Absaroka-Bergkette in den Rocky Mountains. Benannt wurde er nach Nathaniel P. Langford, dem ersten Superintendent des Yellowstone-Nationalparks und Teilnehmer der Washburn-Langford-Doane Expedition zum Yellowstone im Jahr 1870. Ursprünglich hieß der heutige Colter Peak wenige Kilometer südlich Mount Langford, während der Hayden-Expedition von 1871 verlegte Hayden jedoch aus unbekannten Gründen die Namen von Mount Langford und Mount Doane auf Gipfel weiter nördlich. Der ursprüngliche Mount Langford wurde 1885 von Arnold Hague in Colter Peak umbenannt.

## Belege
1. ↑  Mount Langford - Peakbagger.com. Abgerufen am 12. Dezember 2020.
2. ↑  Mount Langford. Abgerufen am 12. Dezember 2020 (englisch).
3. ↑  Langford, Nathaniel Pitt (1905): The Discovery of Yellowstone Park; Diary of the Washburn Expedition to the Yellowstone and Firehole Rivers in the Year 1870. Hrsg.: St. Paul, MN: Frank Jay Haynes. S. 64. St. Paul, Minn. (archive.org [abgerufen am 12. Dezember 2020]).